# Here Comes the Sun
《Here Comes the Sun》是由英國搖滾樂團披頭四成員喬治·哈里森創作、收錄於專輯《艾比路》的1969年歌曲。

## 概要
在此歌曲發表的1969年裡，喬治·哈里森碰到許多不快的事情，除因持有大麻遭警方拘捕、處理個人的扁桃腺手術外，在披頭四經營的蘋果唱片裡更面對許多令他煩躁的事情。因當時由披頭四成員約翰·藍儂引進、負責處理蘋果唱片事項的生意人艾倫·克萊恩，與另一位同樣要接洽蘋果唱片事務的保羅·麥卡尼的舅子約翰·伊斯曼有著立場上的衝突。而因生意上的問題導致蘋果唱片內部人事分裂的氣氛讓哈里森相當惱怒。
之後某日哈里森到友人艾瑞克·克萊普頓家中花園散心，當時哈里森手上拿著從克萊普頓借來的吉他且受到一曙陽光照射時、讓他頓時心情暢快並靈光一閃，便完成了這首曲子。而在哈里森在錄製這首《Here Comes the Sun》時，約翰·藍儂因遭遇車禍暫時缺席。
後續天文學家卡爾·薩根曾提議將《Here Comes the Sun》收錄在航海家計畫中、向外星生命展視地球跡象的航海家金唱片裡，但遭EMI唱片公司以歌曲的版權問題為由而無法實現。

## 演奏成員
- 喬治·哈里森：主唱、和聲、木吉他、電吉他、等化器、拍手聲
- 保羅·麥卡尼：和聲、貝斯、拍手聲
- 林哥·史達：鼓、拍手聲
- 其他未列名成員：中提琴、大提琴、低音提琴、短笛、笛、中音長笛、單簧管

## 翻唱者
- 妮娜·西蒙：收錄於1971年同名翻唱專輯《Here Comes the Sun》[4]
- 桑田佳祐：在2001年12月公益演唱會Act Against AIDS 2001上，表演這首歌向在前一個月因肺癌逝世的喬治·哈里森致意。
- 雪瑞兒·可洛：翻唱版本收錄於2007年度動畫《蜂電影》中